# Tulcoides
Tulcoides is een kevergeslacht uit de familie van de boktorren (Cerambycidae). De wetenschappelijke naam van het geslacht werd voor het eerst geldig gepubliceerd in 1990 door Martins & Galileo.

## Soorten
Tulcoides omvat de volgende soorten:
- Tulcoides pura Martins & Galileo, 1990
- Tulcoides tibialis Martins & Galileo, 2009